# NGC 2506
NGC 2506 este un roi deschis din constelația Licornul. A fost descoperit de William Herschel în 1791.